# Alfréd Jindra
Alfréd Jindra, né le 31 mars 1930 à Prague et mort le 7 mai 2006 dans la même ville, est un céiste tchécoslovaque pratiquant la course en ligne.

## Palmarès

### Jeux olympiques (course en ligne)
- 1952 à Helsinki
  -  Médaille de bronze en C-1 10 000 m [1]